# 김석훈 (1929년)
김석훈(金石薰, 1929년 6월 8일~2023년 5월 28일)은 대한민국의 영화 배우이다. 본명은 김영현(金榮炫)이다.
일제강점기 경성부에서 출생하였고 충청북도 청주에서 성장하였으며 청주사범학교 졸업 이후 1948년 연극배우로 첫 데뷔하였다가 잠시 배우 활동을 접고 1950년부터 1957년까지 서울지방법원 서기로 재직하다가 사퇴한 이후 1957년 영화 《잊을 수 없는 사람들》의 단역으로 영화 배우 데뷔하여 배우 분야에 복귀하였다.

## 출연작

### 영화
- 1957년 《잊을 수 없는 사람들》
- 1958년 《망향》
- 1958년 《유혹의 강》
- 1958년 《수정탑》
- 1958년 《비련의 섬》
- 1959년 《독립협회와 청년 리승만》
- 1959년 《동심초》
- 1959년 《춘희》
- 1959년 《삼여성》
- 1959년 《자매의 화원》
- 1959년 《내사랑 그대에게》
- 1959년 《사랑의 십자가》
- 1959년 《고개를 넘으면》
- 1960년 《무화과》
- 1960년 《내마음의 노래》
- 1960년 《려인》
- 1960년 《부부》
- 1960년 《슬픈 목가》
- 1960년 《지상에서 맺지못할 사랑》
- 1960년 《귀거래》
- 1960년 《로맨스빠빠》... 미스터 리 역
- 1960년 《햇빛 쏟아지는 벌판》
- 1961년 《한국의 비극》
- 1961년 《현해탄은 알고 있다》
- 1961년 《촌놈 오복이》
- 1961년 《파도 넘어 해당화》
- 1961년 《현상붙은 사나이》
- 1961년 《비단이 장사 왕서방》
- 1961년 《슬픔은 없다》
- 1961년 《의적 일지매》
- 1961년 《인생 갑을병》
- 1961년 《지평선》
- 1961년 《인력거》
- 1962년 《부산댁》... 강지운 역
- 1962년 《지옥문》
- 1962년 《빼앗긴 일요일》
- 1962년 《내일의 태양》
- 1962년 《대지여 말해다오》
- 1962년 《싸우는 사자들》
- 1962년 《검은 꽃잎이 질때》
- 1962년 《두만강아 잘 있거라》
- 1962년 《여판사》
- 1962년 《감나무골 공서방》
- 1962년 《육체는 슬프다》
- 1962년 《사랑을 다시 하지 않으리》
- 1962년 《여인천하》
- 1962년 《내일까지는 말하지 마라》
- 1962년 《북극성》
- 1962년 《귀향》
- 1962년 《공포의 여덟시간》
- 1962년 《사랑의 승부》
- 1963년 《행복한 고독》
- 1963년 《대평원》
- 1963년 《안개낀 거리》
- 1963년 《청춘산맥》
- 1963년 《범인은 너다》
- 1963년 《한강아 잘있거라》
- 1963년 《대지의 지배자》
- 1963년 《자문밖 설마담》
- 1963년 《중년부인》
- 1963년 《율곡과 그 어머니》
- 1963년 《밤에 걸려온 전화》
- 1963년 《남자 조종법》
- 1963년 《단종애사》
- 1963년 《그 땅의 연인들》
- 1963년 《굴비
- 1963년 《여자의 열쇠》
- 1964년 《행주치마》
- 1964년 《나는 속았다》
- 1964년 《세종대왕》
- 1964년 《아내는 고백한다》
- 1964년 《십자매 선생》
- 1964년 《이별만은 슬프더라》
- 1964년 《욕탕의 미녀사건》
- 1964년 《안시성의 꽃송이》
- 1964년 《사랑이 메아리치면》
- 1964년 《목마른 나무들》
- 1964년 《단골지각생》
- 1964년 《소만국경》
- 1964년 《쌔드무비》
- 1964년 《피어린 모정》
- 1965년 《쌍무지개 뜨는 언덕》... 이창훈 역
- 1965년 《해병특공대》
- 1965년 《출가외인》
- 1965년 《청춘을 변상하라》
- 1965년 《쥐구멍에도 볕들날 있다》
- 1965년 《인천 상륙 작전》
- 1965년 《인정사정 볼 것 없다》
- 1965년 《옥이엄마》
- 1965년 《열풍》
- 1965년 《섹스폰 부는 처녀》
- 1965년 《살인명령》
- 1965년 《사르빈강에 노을이 진다》
- 1965년 《밤에 핀 해바라기》
- 1965년 《들국화》
- 1965년 《과부의 딸》
- 1965년 《무명가의 지배자》
- 1965년 《예기치 못한 사랑》
- 1965년 《눈물의 영도다리》
- 1965년 《북에 고한다》
- 1965년 《사랑아 울리지 마라》
- 1965년 《대륙의 영웅들》
- 1965년 《적진삼백리
- 1966년 《성황당 고갯길》
- 1966년 《법창을 울린 옥이》
- 1966년 《민검사와 여선생》
- 1966년 《사랑아 기적을 다오》
- 1966년 《특급 결혼작전》
- 1966년 《목없는 미녀》
- 1966년 《남북천리》
- 1966년 《비련십년》
- 1966년 《그늘진 삼남매》
- 1966년 《동작동 어머니》
- 1966년 《지평선은 말이 없다》
- 1966년 《이몸을 불태워도》
- 1966년 《흰벽 검은벽》
- 1966년 《유관순》
- 1966년 《최후전선 백팔십리》
- 1967년 《연합전선》
- 1967년 《얼룩무늬의 사나이》
- 1967년 《싸리골의 신화》
- 1967년 《영호작전(제로작전)》
- 1967년 《내한을 풀어다오》
- 1967년 《백발의 처녀》
- 1967년 《밀실》
- 1968년 《비정의 항구》
- 1968년 《악마의 초대》
- 1968년 《공포의 18일》
- 1968년 《고독한 순간》
- 1968년 《한(속)》
- 1968년 《유랑의 검호》
- 1968년 《외출》
- 1968년 《여로》
- 1968년 《심야의 비명》
- 1968년 《미니아가씨》
- 1968년 《낙조》
- 1968년 《대좌의 아들》
- 1968년 《지옥의 십자로》
- 1968년 《엄마기생》
- 1968년 《금수강산》
- 1969년 《잘못 보셨다구》
- 1969년 《악마와 미녀》
- 1969년 《제7의 사나이》
- 1969년 《원》
- 1969년 《여진족》
- 1969년 《별은 멀어도》
- 1969년 《5인의 사형수》
- 1969년 《지하실의 7인》
- 1969년 《팔도사위》
- 1969년 《전하 어디로 가시나이까》
- 1969년 《요절복통 일망타진》
- 1969년 《남편》
- 1969년 《백면검귀》
- 1969년 《물망초》
- 1970년 《세조대왕》
- 1970년 《나이프 장》
- 1970년 《태조 왕건》
- 1970년 《원한의 팔도사나이》
- 1970년 《젊은 아들의 마지막 노래》
- 1970년 《고보이 강의 다리》
- 1970년 《팔도가시나이》
- 1971년 《엄마 안녕》
- 1971년 《평양폭격대》
- 1971년 《미워도 정때문에》
- 1971년 《서방님 따라서》
- 1972년 《정도》
- 1972년 《아들 딸 찾아 천리길》
- 1972년 《사랑하는 아들 딸아》
- 1972년 《설야의 여곡성》
- 1972년 《멋진 인생》
- 1973년 《삼일천하》
- 1973년 《처녀시절》
- 1975년 《탈출》
- 1975년 《새벽에 온 방문객》
- 1975년 《태풍을 일으킨 사나이》
- 1975년 《눈물젖은 샌드백》
- 1975년 《독사》
- 1977년 《사랑의 나그네》
- 1977년 《미스터 O》
- 1977년 《난중일기》
- 1977년 《캐논청진공작》
- 1978년 《세종대왕》
- 1978년 《에너지선생》
- 1978년 《슬픔은 저별들에게도》
- 1979년 《족보》
- 1979년 《오빠하고 누나하고》
- 1979년 《비목》
- 1979년 《영원한 관계》
- 1979년 《장마》 ... 동만 부 역
- 1980년 《사람의 아들》
- 1980년 《그 여자 사람잡네》
- 1981년 《해결사》
- 1981년 《미워도 다시한번 80 제2부》
- 1981년 《안개는 여자처럼 속삭인다》(특별출연)
- 1982년 《나는 할렐루야 아줌마였다》 ... 최덕림 역
- 1982년 《숲속의 바보》
- 1982년 《사랑의 노예》
- 1983년 《일송정 푸른솔은》 ... 참모장 역
- 1983년 《참새와 허수아비》 ... 박근식 역
- 1984년 《병사는 돌아왔는가》
- 1985년 《밤을 먹고 사는 여인》
- 1986년 《오늘만은 참으세요》
- 1989년 《잦은 방아》
- 1990년 《장군의 아들》
- 1991년 《푸른 옷소매》
- 1991년 《장군의 아들 2》
- 1992년 《비키니섬 이야기》
- 1992년 《장군의 아들 3》
- 1993년 《비오는 날 수채화 2》... 최장로 역